# Frank Buchser
Frank Buchser, né le 15 août 1828 à Feldbrunnen-Sankt Niklaus, dans le canton de Soleure en Suisse, sous le nom de Franz Buchser et mort le 22 novembre 1890 dans la même ville, est un peintre suisse.
Il est principalement connu pour ses portraits de personnalités américaines de la guerre de Sécession et pour ses peintures abordant des thèmes relatifs à l'orientalisme.

## Biographie

### Enfance et formation
Frank Buchser naît le 15 août 1828 près de à Feldbrunnen-Sankt Niklaus, une petite ville de la banlieue de Soleure en Suisse, sous le nom de Franz Buchser. Il effectue son apprentissage chez un facteur de pianos et d’orgues et suit des cours de dessin chez l’artiste bernois Heinrich von Arx. En 1847, à la suite notamment d'un voyage à Paris, Florence et Rome, il décide de devenir peintre.
En 1848, il rejoint son frère Niklaus à Rome et entre dans la Garde suisse pontificale afin de financer ses études à l'Accademia di San Luca. L’année suivante, il se bat au côté de Giuseppe Garibaldi pour la République romaine. Entre 1849 et 1852, il part approfondir sa formation successivement à Paris (1849-1850) et à l’Académie royale des beaux-arts d'Anvers (1850-1852).

### Voyages en Europe et au Maroc
Entre 1852 et 1866, Frank Buchser effectue de nombreux voyages en Europe, notamment en Espagne (1852, 1853, 1857, 1858, 1859, 1860 et 1861) et en Angleterre (1853, 1854, 1855, 1856, 1857, 1861, 1862, 1863 et 1866), ainsi qu’en Maroc (1858 et 1860). Un des moments forts de ses voyages au fut une visite en 1858 à Fès, au Maroc, où il peint de nombreuses scènes de rue et des images du peuple bédouin. En 1860, il prend part en tant que peintre à la campagne espagnole au Maroc. Ses voyages au Maroc, au même titre que son séjour aux États-Unis quelques années plus tard (entre 1866 et 1871), marquent un sommet dans sa carrière.